# Майк Кеффі
Майк Кеффі (англ. Mike Caffey; нар. 17 лютого 1993, Ріверсайд, США)  — американський баскетболіст, що виступає на позиції розігруючого захисника, гравець польського «Чарні Слупськ».

## Кар'єра в університеті
Як першокурсник, Кеффі зіграв у всіх 34 матчах, набираючи в середньому 5,9 очка, 2,8 підбирання, 2,2 передачі та 0,7 перехоплення за гру. Будучи другокурсником, він стартував у всіх 33 іграх за університет, набираючи в середньому 32,8 хвилини, 12,0 очок, 4,0 підбирання, 1,4 перехоплення та 3,8 передачі за гру, що значно покращило його показники. Завдяки своїм виступам потрапив до символічної першої збірної All-Big West. Протягом наступних двох років його цифри покращилися і Кеффі зумів ще двічі стати членом All-Big West.

## Професійна кар'єра
Після того, як не був обраний на драфті НБА 2015 року, Каффі приєднався до КСЕ з Угорської ліги. Протягом свого першого професійного сезону Кеффі набирав у середньому 15 очок, робив 4,5 підбирання та 3,4 передачі за гру, а також був включений до Матчу всіх зірок Угорщини.
20 вересня 2016 року підписав контракт з «Аріес Трикала» з Грецької баскетбольної ліги. Далі він набирав у середньому 8,4 очка, 3,2 підбирання та 3,1 передачі за гру.
2 січня 2017 року Кеффі приєднався до «Хельсінки Сігаллс» з Корісліги. 
12 липня 2020 року підписав контракт з БК «Запоріжжя» Суперліги України. Виборов срібні нагороди чемпіонату та став Найціннішим гравцем ліги. 
23 вересня 2021 переходить до складу клубу «Київ-Баскет». 
23 березня 2022 року підписав контракт з німецьким «Крайльсхайм Мерлінз».
1 червня 2022 року перейшов в македонський МЗТ.
Сезон 2023-2024 розпочав у Польщі, в команді Чарні Слупськ.

## Досягнення

### Угорщина
- Угорська ліга Переможець : 2015.

### Україна
- Чемпіонат України Срібний призер : 2021.
- чемпіонату України Бронзовий призер: 2022.

### Північна Македонія
- Перша ліга Македонії Переможець : 2023.
- Кубок Македонії Володар : 2023.

### Індивідуальні нагороди
- MVP Українська ліга : 2021.

## Статистика за матч
| Корісліга               |                     |    |      |      |     |     |     |
| 2017-2018               | Хельсінки Сігаллс   | 29 | 27.5 | 10.4 | 3.8 | 4.6 | 1.4 |
| Корісліга               |                     |    |      |      |     |     |     |
| 2018-2019               | БКМ Лученец         | 27 | 31.2 | 17.1 | 4.3 | 5.0 | 2.1 |
| Суперліга України       |                     |    |      |      |     |     |     |
| 2020-2021               | Запоріжжя           | 47 | 33.6 | 17.4 | 4.3 | 7.5 | 1.9 |
| 2021-2022               | Київ-Баскет         | 23 | 25.3 | 10.3 | 3.8 | 4.7 | 1.4 |
| Баскетбольна Бундесліга |                     |    |      |      |     |     |     |
| 2021-2022               | Крайльсхайм Мерлінз | 10 | 26.7 | 12.9 | 2.5 | 4.1 | 0.9 |
| Перша ліга Македонії    |                     |    |      |      |     |     |     |
| 2022-2023               | МЗТ                 | 26 | 28.1 | 13.5 | 3.3 | 4.7 | 1.2 |